# Galería Morava de Brno
La Galería Morava en Brno (en checo, Moravská galerie) es un museo de Brno, en la República Checa. Es el segundo museo en importancia de la República Checa. Contiene piezas de varias disciplinas de arte visual: pintura, estudios, aguafuertes, esculturas, fotografías, arte gráfico o dibujos, tanto de la República Checa como del resto de Europa. 

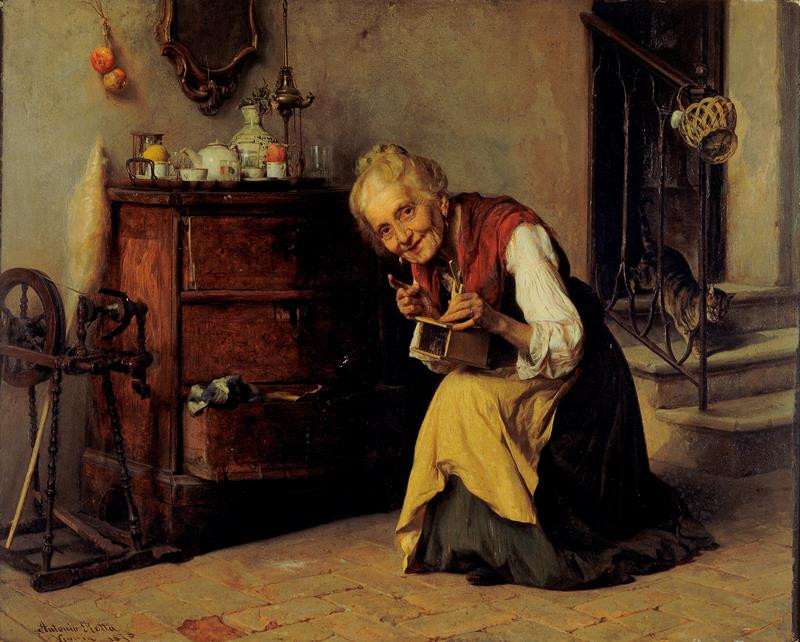
Il topo catturato, Antonio Rotta, 1878

Se fundó en Brno en 1961 al unirse el Museo de Artes Aplicadas con la Galería de Pintura del Museo Moravo. Se encuentra ubicado en tres céntricos edificios:
- Palacio Pražák (Pražákův palác), en Husova 18

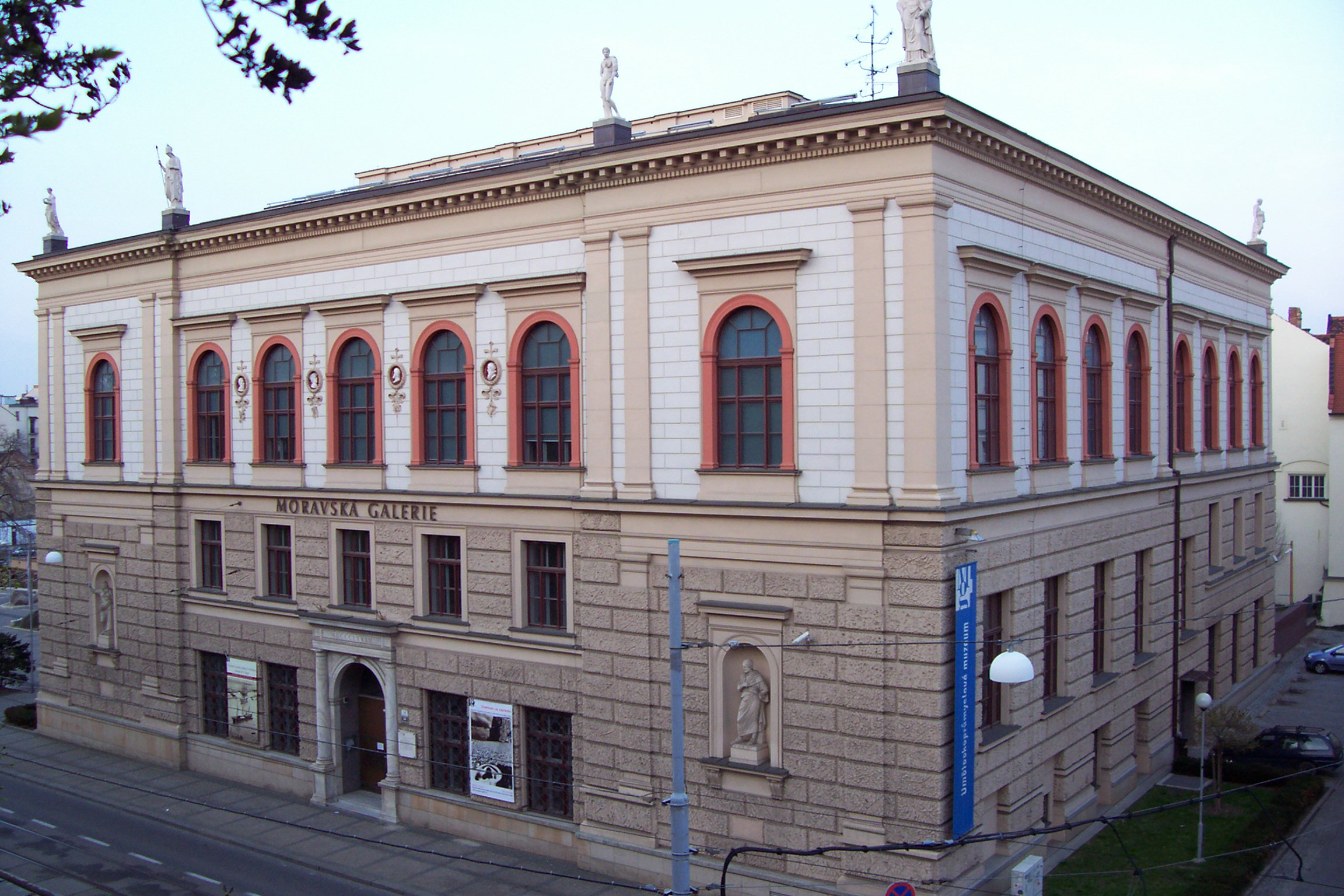
Museo de Artes Aplicadas (Uměleckoprůmyslové muzeum), en Husova 14, 662 26 Brno
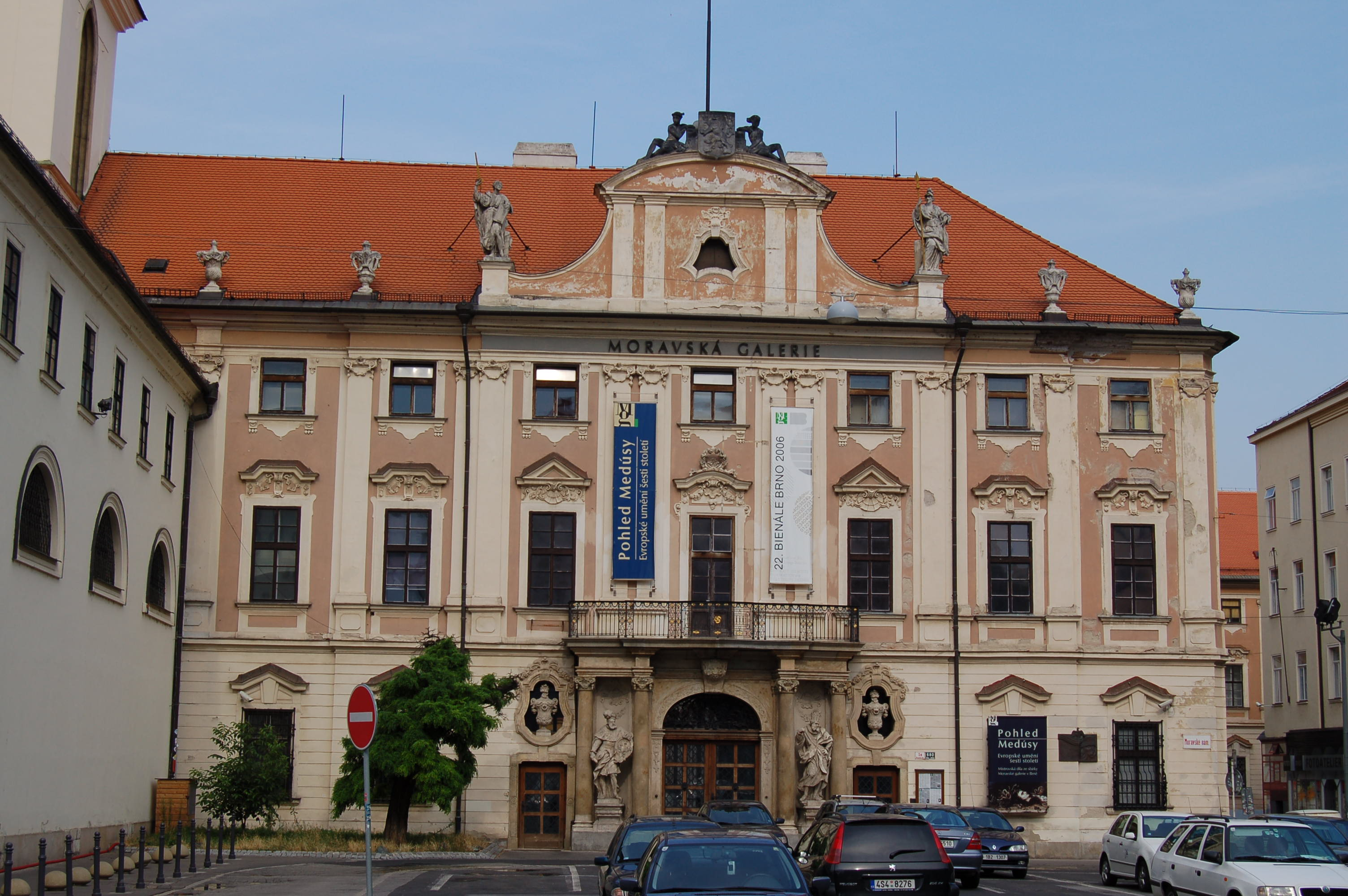
Palacio del Gobernador (Místodržitelský palác), en Moravské náměstí 1a, Brno (teléfono: +420 532 169 130).

Celebra exposiciones temporales, aparte de la permanente. Desde 1963 celebra anualmente la bienal de 
diseño gráfico: Mezinárodní bienále grafického designu.